# SWR Fernsehen
SWR Fernsehen es un canal de televisión generalista regional alemán operado por la empresa pública Südwestrundfunk. Su ámbito de emisión es el estado de Baden-Wurtemberg y Renania-Palatinado.
Esta cadena generalista es una de las nueve "Dritten Fernsehprogramme" (literalmente "terceras cadenas") que forman parte de la ARD. Con esta denominación se conoce en Alemania a las cadenas de televisión públicas regionales.

## Historia de la cadena
SWR Fernsehen nace el 5 de abril de 1969 con el nombre de Südwest 3, como cooperación entre Süddeutscher Rundfunk (SDR), Südwestfunk (SWF) y Saarländischer Rundfunk (SR). En 1998, SDR y SWF se fusionan y la cadena es rebautizada como Südwest Fernsehen. Por su parte, SR se independiza y lanza su propio canal de televisión regional, SR Fernsehen. El 11 de septiembre de 2006, Südwest Fernsehen es renombrada a SWR Fernsehen y cambia su formato de imagen a 16:9. 
Desde el 30 de abril de 2012 SWR Fernsehen emite en simulcast en HD 720p.

## Organización
SWR Fernsehen está asociada a la ARD (Consorcio de instituciones públicas de radiodifusión de la República Federal de Alemania), y produce algunos programas para el primer canal de televisión alemán, Das Erste.

## Programas

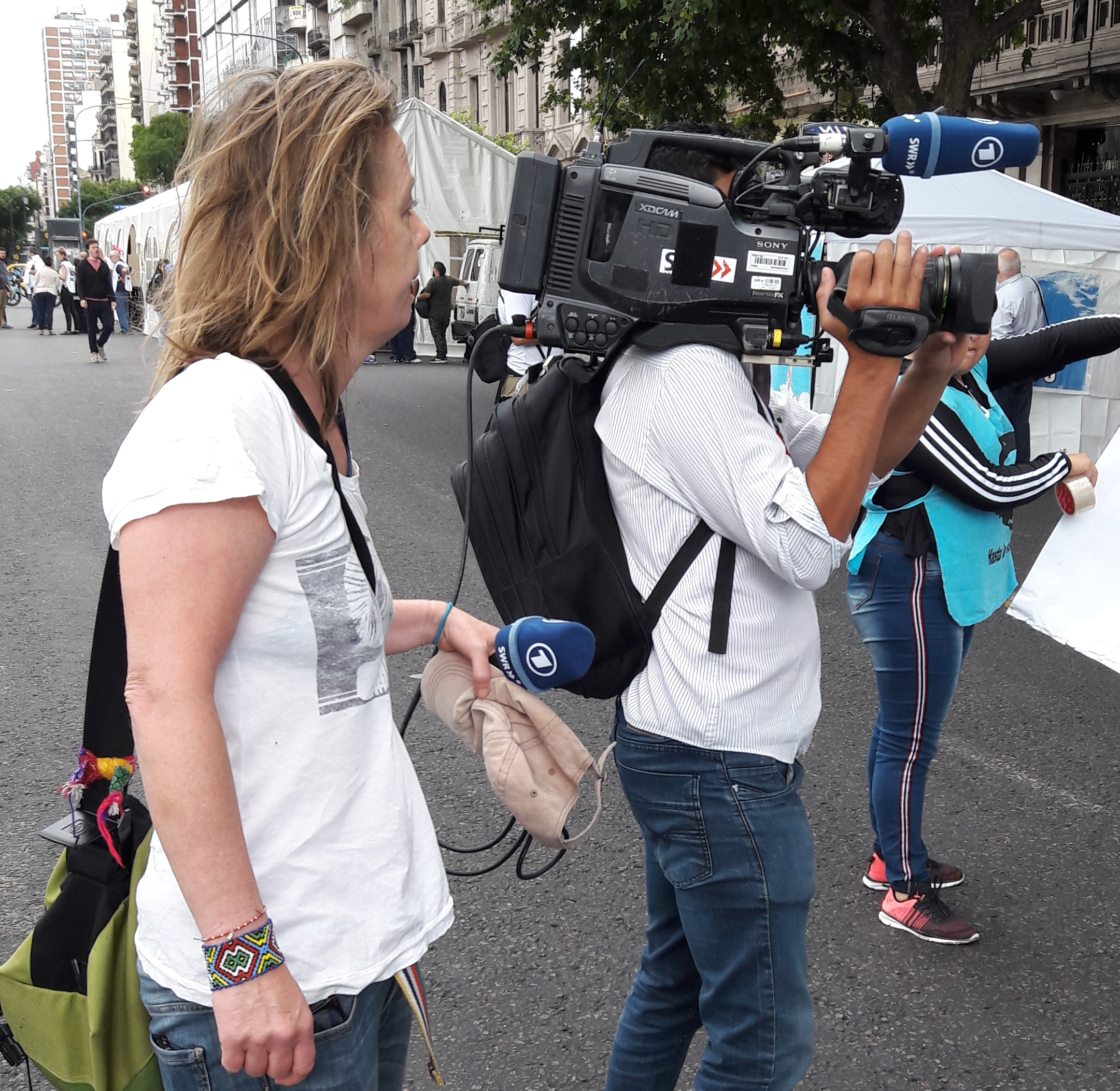
Reporteros de SWR en Buenos Aires, Argentina.

La cadena está disponible en dos versiones regionales: SWR Fernsehen BW para Baden-Wurtemberg y SWR Fernsehen RP para Renania-Palatinado. Estas dos versiones articulan su programación en torno a un tronco común que supone aproximadamente el 70% del tiempo de emisión, correspondiendo el 30% restante a las emisiones regionales.
La parrilla televisiva consta de series, dibujos animados, programas culturales, debates, boletines de información, reportajes locales y variedades. Algunos programas de SWR Fernsehen son:
- Alfons und Gäste
- Die Fallers – Eine Schwarzwaldfamilie, serie
- Die Pierre M. Krause Show, show de late-night
- Landesschau Baden-Württemberg, informativo regional
- Landesschau Rheinland-Pfalz, informativo regional
- Nachtcafé, talk-show
- Report Mainz
- Sag die Wahrheit, concurso
- Spätschicht, comedia
- Tatort, serie policíaca
- Verstehen Sie Spaß?

## Difusión
SWR Fernsehen emite por TDT para Baden-Wurtemberg y Renania-Palatinado, pero también en abierto por satélite así como en las diferentes redes de televisión por cable. También se puede captar en todo el país, y en gran parte de Europa, a través del sistema de satélites Astra.

## Logotipos

1969-1980
1980-1998
1995-1998
1998-2006
1998-2006 (BW)
1998-2006 (BW)
2006-2011
2006-2011 (BW)
2006-2011 (PF)
2011-2014
Desde 2011 (BW)
Desde 2011 (PF)
Desde 2014